# 福島正実記念SF童話賞
福島正実記念SF童話賞（ふくしままさみきねんエスエフどうわしょう）は、児童向けSFの翻訳家、作家として活躍した福島正実を記念して、岩崎書店及び「創作集団プロミネンス」（前名「少年文芸作家クラブ」）が主催する公募新人文学賞である。

## 概要
1976年の福島の没後、福島の義弟だった内田庶の提案で、少年文芸作家クラブと岩崎書店との共催により開始された。
募集作品は当初、児童向けのSFのみだったが、第16回以降はSFに限ることなくSF的な諸ジャンルにまで広げられた。現在の選考委員は石崎洋司、後藤みわこ、服部千春、南山宏に岩崎書店関係者。受賞者は「創作集団プロミネンス」（元・少年文芸作家クラブ）に入会が許される。
第34回から隔年開催となっている（同じく岩崎書店が主催しているジュニア冒険小説大賞と1年ずつずらしての開催）。

## 賞
- 大賞：賞状と賞金20万円。また、岩崎書店より出版。
- 佳作：副賞

## 大賞受賞作
| 回（年）         | 応募数 | 『受賞作』                          | 受賞者         |
| ---------------- | ------ | ----------------------------------- | -------------- |
| 第1回（1983年）  | 48     | 大賞作なし                          | 受賞者なし     |
| 第2回（1984年）  | 54     | 大賞作なし                          | 受賞者なし     |
| 第3回（1985年）  | 75     | 大賞作なし                          | 受賞者なし     |
| 第4回（1986年）  | 57     | 『地球をかいにきたゾウ宇宙人』      | オカダヨシエ   |
| 第5回（1987年）  | 100    | 大賞作なし                          | 受賞者なし     |
| 第6回（1988年）  | 67     | 『ぼくのじしんえにっき』            | 八起正道       |
| 第7回（1989年）  | 154    | 『ママはドラキュラ?』               | 丸岡和子       |
| 第8回（1990年）  | 157    | 『天才えりちゃん金魚を食べた』      | 竹下龍之介     |
| 第9回（1991年）  | 92     | 『パパがワニになった日』            | 馬場真理子     |
| 第9回（1991年）  | 92     | 『めいたんていワープくん』          | 武馬美恵子     |
| 第10回（1992年） | 204    | 『気まぐれなカミさま』              | 黒田けい       |
| 第11回（1993年） | 198    | 『未来からきたカメときょうりゅう』  | 藤本たか子     |
| 第12回（1994年） | 191    | 『ボンベ星人がやってきた』          | 竹内宏通       |
| 第13回（1995年） | 94     | 『ぼくのわがまま電池』              | 大塚菜生       |
| 第14回（1996年） | 126    | 『お手本ロボット51号』              | 中松まる       |
| 第15回（1997年） | 89     | 『100年目のハッピーバースデー』     | 石田ゆう子     |
| 第16回（1998年） | 152    | 『わらいゴマまわれ!』               | 神季佑多       |
| 第17回（1999年） | 210    | 『ママがこわれた』                  | 後藤みわこ     |
| 第18回（2000年） | 112    | 『ぼくらの縁むすび大作戦』          | 廣田衣世       |
| 第19回（2001年） | 105    | 『グッバイ!グランパ』               | 服部千春       |
| 第20回（2002年） | 164    | 『宇宙ダコ ミシェール』             | ながたみかこ   |
| 第21回（2003年） | 170    | 『ゆうれいレンタル株式会社』        | 山田陽美       |
| 第22回（2004年） | 197    | 『ぼくが地球をすくうのだ!』         | 石井キヨシ     |
| 第23回（2005年） | 189    | 『ヌルロン星人をすくえ!』           | 千東正子       |
| 第23回（2005年） | 189    | 『恋するトンザエモン』              | 小野靖子       |
| 第24回（2006年） | 149    | 『めざせ よりよい生活』             | 石井ゆみ       |
| 第25回（2007年） | 139    | 『とんだトラブル!? タイムトラベル』 | 友乃雪         |
| 第26回（2008年） | 194    | 『きもだめし☆攻略作戦』             | 野泉マヤ       |
| 第26回（2008年） | 194    | 『妖精ピリリとの三日間』            | 西美音         |
| 第27回（2009年） | 234    | 『エレベーターは秘密のとびら』      | 三野誠子       |
| 第28回（2010年） | 263    | 『進化する夢の中で』                | 桜井まどか     |
| 第29回（2011年） | 247    | 大賞作なし                          | 受賞者なし     |
| 第30回（2012年） | 293    | 『声蛍』                            | 万乃華れん     |
| 第31回（2013年） | 225    | 『ぼくの一番星』                    | 白矢三恵       |
| 第32回（2014年） | 225    | 『おばけ道工事中』                  | 草野あきこ     |
| 第33回（2015年） | 216    | 『透明犬メイ』                      | 辻貴司         |
| 第34回（2017年） | 222    | 『おれからもうひとりのぼくへ』      | 相川郁恵       |
| 第35回（2019年） | 215    | 『AI、ひと月貸します！』            | 木内南緒       |
| 第36回（2021年） | 219    | 大賞作なし                          | 受賞者なし     |
| 第37回（2023年） | 185    | 『ぼくがぼくに変身する方法』        | やませたかゆき |